# Кюдзюцу
Кюдзюцу (яп. 弓術, kyūjutsu — «мистецтво стрільби з лука») — традиційне японське бойове мистецтво, що спеціалізується на стрільбі з лука. Виникло в Японії в епоху самураїв як один із головних способів ведення бою на відстані. Є попередником сучасного мистецтва Кюдо (яп. 弓道 — «шлях лука»), яке зберегло естетичні та духовні елементи, але втратило бойове застосування.

## Історія
Кюдзюцу має глибоке історичне коріння, що сягає періоду Яйой (300 р. до н. е. – 300 р. н. е.), коли лук уперше почав широко використовуватися у військових конфліктах. В епоху Хейан (794–1185) та Камакура (1185–1333) мистецтво стрільби з лука стало невіддільною частиною бойової підготовки самураїв. Існували цілі школи (рю), що передавали техніку та філософію кюдзюцу з покоління в покоління.
Особливого значення надавалося стрільбі з лука з коня (ябусаме), яка вимагала надзвичайної майстерності. Під час періоду Сенґоку (XV–XVI ст.) кюдзюцу активно використовувалося на полі бою.
Зі зростанням ролі вогнепальної зброї у XVII столітті практичне значення кюдзюцу почало зменшуватись, і воно трансформувалося у більш формалізовану духовну практику — Кюдо.

## Особливості
Кюдзюцу — це не просто техніка стрільби з лука, а система бойової підготовки, яка включала:
- вивчення типів луків і стріл;
- техніки натягування тятиви та випуску стріли;
- стрільбу в русі (у тому числі з коня);
- тактичне використання лука в бою;
- дисципліну та етикет стрільця.

## Лук у кюдзюцу
У кюдзюцу використовувалися традиційні японські луки — Юмі, які відрізняються своєю великою довжиною (до 2 метрів) і асиметричною формою (трималися нижче центру). Існували як бойові, так і церемоніальні моделі.

## Відомі школи
- Хекі-рю (яп. 日置流)
- Оґасавара-рю (яп. 小笠原流) — відома своєю церемоніальністю
- Йошіда-рю (яп. 吉田流) — одна з найстаріших шкіл, що зберігає техніку стрільби з коня

## У сучасності
Сьогодні кюдзюцу практикується переважно як частина вивчення традиційних бойових мистецтв (Ко-рю будо) і реконструкції історичних стилів. Основна частина технік та етичних принципів була передана до Кюдо, що має більше спортивно-філософське спрямування.